# Leopold Mandić
Leopold Bogdan Mandić OFMCap (Herceg Novi, 12. svibnja 1866. – Padova, 30. srpnja 1942.) bio je hrvatski katolički svećenik, kapucin i poznati ispovjednik. Svetac je Katoličke Crkve. Spomendan mu je 12. svibnja. Zaštitnik je onkoloških bolesnika.

## Životopis

### Mladost i školovanje
Predci su mu podrijetlom iz Zakučca (Omiš), zaselak Mandići. Naime, njegov pradjed Nikola došao je u Herceg Novi gdje se i oženio. Na krštenju je dobio ime Bogdan, a po ulasku u kapucine promijenio ga je u Leopold. Bio je dvanaesto dijete u obitelji Mandić. Nadjenuli su mu ime Bogdan – Adeodat – dan od Boga. 
Mati Dragica (Karla) je iz obitelji Carević. I očeva (Stjepan Petar) i majčina obitelj je hrvatska, a potječu iz Bosne, od kamo su pobjegli pred Turcima. Plemenitaškog su podrijetla. Majčina obitelj Carević pripadala je obitelji Kosača. Mandići su došli iz Bosne u Zakučac Cetini poslije turskog osvajanja Bosne 1463. godine, ali ne zna se točno kad. Bogdanov pradjed Nikola Pradjed došao je iz Zakučca u Herceg-Novi između 1761. i 1769. godine. U Herceg-Novome se oženio. Njegov sin Ivan (1780. – 1838.), Bogdanov djed, bio je vlasnik i zapovjednik ribarskih i trgovačkih jedrenjaka koji su plovili Sredozemljem i bio je član Bokeljske bratovštine pomoraca. Bogdanov otac Stjepan Petar bio je pomorac. Dolazak parobrodarstva istiskuje jedrenjake sredinom 19. stoljeća pa Mandići siromaše. Bogdanova mati Dragica je iz ugledne novljanske obitelji Carević koja je posjedovala trgovačku i obrtničku radnju za bojenje tkanina i platna na Toploj, predgrađu Herceg-Novog. Mati Dragica bila je kći Antuna i Eleonore, rođene Bujović, iz poznate peraštanske grofovske obitelji.
Otac je pratio svako jutro malog Bogdana u crkvu na svetu misu i pričest. U duboko kršćanskom obiteljskom ozračju Bogdan je od malena učio moliti. Rodbina i znanci zvali su ga „naš Bogdo”, a bio je visok samo 135 cm.
Živeći u Herceg-Novom među pravoslavcima, Bogdan je rano upoznao i iskusio kršćansku podjelu. Zato je još kao dječak govorio: „Dobro, ja ću se posvetiti spasenju tolikih siromašnih i nesretnih ljudi. Postat ću njihov misionar”.

### Franjevac kapucin
Gimnaziju je polazio u sjemeništu Venecijanske kapucinske provincije u Udinama (1882.–'84.). Filozofiju je studirao u Padovi (1885.–'88.), a teologiju u Veneciji (1888.–'90.). Ušao je u kapucinski red 1884. godine, a za svećenika ga je zaredio, 20. rujna 1890. kardinal Domenico Agostini. Djelovao u Veneciji do 1897. te je bio gvardijan u Zadru (1897.–1900.). Kasnije je bio ispovjednik u Bassanu (1900.–'05.) te vikar u Kopru (1905.–'06.). U Thieni je bio ispovjednik (1906.–'07.; 1908.–'09.) te Padovi (1907.–'08.). Nakon što se vratio u Padovu 1909., bio je odgojitelj studenata te je predavao patrologiju (1910.–'14.).
Početkom Prvoga svjetskog rata nije htio primiti talijansko državljanstvo pa je kao stranac iz neprijateljske države interniran zbog političkih razloga u južnu Italiju: od rujna 1917. godine kod Kapucina u Tori (Caserta), zatim u Noli (Napulj) i Arienzu (Caserta). Nakon toga se vraća u Padovu gdje je djelovao do kraja života (u Rijeci je tijekom 1923. djelovao 23 dana).
Redovništvo mu je bilo obilježeno ispovjedničkom službom; dnevno je znao ispovijedati i po deset sati.
Prije smrti prorekao je da će kapucinski samostan i crkvu u Padovi pogoditi bombe. Ipak, prilikom bombardiranja njegova sobica, Gospin kip ispred nje i ispovjedaonica nisu bile pogođene. Umro je 30. srpnja 1942. Padovi.

## Štovanje

### Kanonizacija
Nakon smrti pokopan je na gradskome groblju u Padovi, odakle je 1963. njegovo neraspadnuto tijelo preneseno u kapucinsku samostansku crkvu sv. Križa. Papa Ivan Pavao II. proglasio ga je svetim na Trgu sv. Petra u Rimu 16. listopada 1983. tijekom Šeste biskupske sinode, s temom Pomirenje i pokora u poslanju Crkve, pred oko 400 biskupa i 150 tisuća vjernika te na petogodišnjicu svojega papinstva.

### Ljudima prijatelj
Centar za promicanje i štovanje svetog Leopolda Mandića Hrvatske kapucinske provincije od 1971. godine u Đakovu izdaje Ljudima prijatelj – glasnik svetoga Leopolda Mandića. Časopis izlazi četiri puta godišnje i posvećen je promicanju štovanja Leopolda Mandića. Godine 1992. objavljena je knjiga Spisi svetoga Leopolda Bogdana Mandića.

### Jubilej godine milosrđa 2016.
Posmrtni ostaci Sv. Leopolda Mandića i Sv. Pija iz Pietrelcine bili su izloženi javnom štovanju u bazilici Svetog Petra u Rimu od 3. do 11. veljače 2016. Ova dva sveca izabrani su kao zaštitnici izvanredne Svete godine Milosrđa.
Hrvatska kapucinska provincija sv. Leopolda Bogdana Mandića u povodu Godine milosrđa organizirala je šestodnevno štovanje neraspadnutoga tijela drugoga proglašenog hrvatskog svetca i zaštitnika Godine milosrđa sv. Leopolda Bogdana Mandića u Zagrebu. Čašćenje svečeva tijela bilo je u zagrebačkoj katedrali i crkvi sv. Leopolda Bogdana Mandića u Dubravi od 13. travnja do 18. travnja 2016. Mnoštvo vjernika iz cijele zemlje čekalo je u redovima kako bi vidjeli tijelo svetog Leopolda Bogdana Mandića želeći dotaknuti sarkofag.
17. rujna 2017. relikvija njegova tijela stigla je u Split, u svetište Gospe od Pojišana, nakon što je krenuvši iz Padove, „obišla” Zadar, Leopoldov rodni Herceg Novi te Dubrovnik. Stiglo je praćeno jakom policijskom pratnjom. Vjernici su ispunili ulice oko crkve, a časne sestre klarise su prvi put izašle iz samostana.

### Svetišta
Među Hrvatima se štovanje održava zahvaljujući kapucinima. Mandiću su posvećena svetišta u Osijeku, Zagrebu i u Zakučcu, u poljičkoj župi Priko-Omiš, te u Maglaju, u Bosni.
Nepotpun popis
- Crkva Gospe od Utjehe na Rimskom forumu (Chiesa Santa Maria della Consolazione al Foro Romano), Rim [10]
- Samostan sv. Leopolda Mandića u Travniku
- Samostan i župa sv. Leopolda Bogdana Mandića, Zagreb-Dubrava [11]
- Svetište sv. Leopolda Bogdana Mandića, Maglaj [12]
- Svetište sv. Leopolda Mandića (Santuario di san Leopoldo Mandic), Padova
- Župa sv. Leopolda Bogdana Mandića, Dragunja Donja

- Crkva sv. Leopolda Bogdana Mandića u Dragunji Donjoj

- Župa sv. Leopolda Bogdana Mandića, Koprivnica [13]
- Župa sv. Leopolda Mandića, Orehovica [14]

- Župna crkva sv. Leopolda Mandića u Orehovici

- Župa sv. Leopolda Mandića, Osijek [15]
- Župa sv. Leopolda Mandića, Požega [16]
- Župa sv. Leopolda Mandića, Slavonski Brod [17]
- Župa sv. Leopolda Mandića, Virovitica [18]
  - Dani sv. Leopolda Mandića
- Župa sv. Leopolda Mandića, Zagreb-Ljubljanica/Voltino [19]
- Kapela sv. Leopolda Mandića u Trojstvenom Markovcu, predgrađe Bjelovara

## Vanjske poveznice
Ostali projekti
|  | Zajednički poslužitelj ima još gradiva o temi Leopold Mandić      |
|  | Wikizvor ima izvorni tekst Devetnica sv. Leopoldu Bogdanu Mandiću |
|  | Wikicitati imaju zbirke citata o temi Leopold Bogdan Mandić       |

Mrežna mjesta
- [neaktivna poveznica], službeno mrežno mjesto
- Sveti Leopold Bogdan Mandić  Arhivirana inačica izvorne stranice od 10. svibnja 2016. (Wayback Machine), Franjevci kapucini, kapucini.hr